# Суперлига Украјине у рагбију
Суперлига Украјине у рагбију (укр. Суперліга регбі) је први ранг рагби 15 такмичења у Украјини.

## О такмичењу
Овим такмичењем руководи Рагби савез Украјине. У лигашком делу учествује 6 клубова. Прва лига је професионална.
Учесници
- Олимп Каркив
- Кредо 63 Одеса
- Авијатор Кијев
- Политехника Кијев
- Арго Нау Кијев
- Оболон Кмелнитски